# Оладипо, Виктор
Кехинде Бабатунде «Виктор» Оладипо англ. Kehinde Babatunde "Victor" Oladipo (род. 4 мая 1992 года в Силвер-Спринг, штат Мэриленд, США) — американский баскетболист. Выступал за команду колледжа «Индиана Хузерс». За атлетизм, хорошую игру в защите и атакующий потенциал его часто сравнивают с такими игроками как Дуэйн Уэйд и Майкл Джордан. В 2013 году получил приз игроку года среди студентов по версии Sporting News, разделил звание лучшего оборонительного игрока по версии NABC с Джеффом Уити, а также вошёл в первую всеамериканскую сборную NCAA. С 10 октября 2024 года работает спортивным аналитиком на ESPN.
В 2013 году на драфте НБА был выбран под вторым номером командой «Орландо Мэджик». По итогам сезона был выбран в сборную новичков НБА.

## Ранние годы и школа
Родители Виктора по национальности — нигерийцы. Игрок начал заниматься баскетболом в католической школе ДеМата (Мэриленд). В первом сезоне набирал в среднем за матч 11,9 очков, совершал 10,3 подборов и 3,6 блок-шота. В этом сезоне школа ДеМата выступила успешно, при соотношении побед и поражений 32-4 в Вашингтонской католической конференции и чемпионате округа. Игрок был приглашен в символическую сборную конференции. В общеамериканском рейтинге по версии Rivals.com он получил номер 144, а на позиции атакующего защитника — 41. В рейтинге Scout.com он получил № 36 на позиции атакующего защитника, в ESPN — № 53.

## Колледж
Оладипо выбрал Индианский университет в Блумингтоне, специализацию по спортивному телерадиовещанию, хотя ему предлагали выступать и за другие известные колледжи. Обосновал свой выбор он следующим образом: «Это баскетбольная атмосфера, куда бы ты ни шел…Это город баскетбола. Здесь всё великолепно».

### Дебютный сезон
Дебютировал Оладипо в сезоне 2010-11 годов, сыграл в 32 матчах за «Хузерс», пять раз выходил в стартовом составе. Впервые вышел в стартовой пятерке против Университета Пенн, набрал 14 очков, совершил четыре подбора, три перехвата и отдал две результативные передачи за 27 минут на площадке. Во втором матче в старте против Университета Огайо игрок также набрал 14 очков и совершил 6 подборов.

### Второй курс

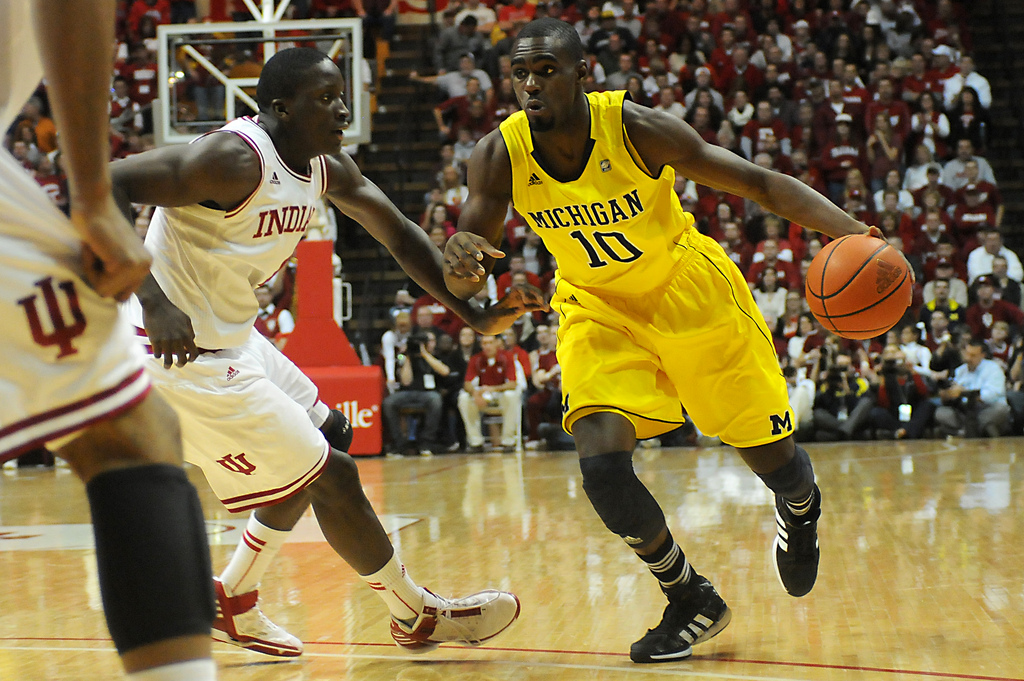
Оладипо в защите (слева) против Тима Хардуэя-младшего 5 января 2012 г.

В следующем сезоне за «Хузерс» Оладипо в среднем за матч набирал 10,9 очков, совершал 5,5 подборов за 26,7 минут на площадке (с результативностью 47,1 % с игры, 75 % с линии штрафной). Некоторые комментаторы называли его «самым прогрессирующим игроком Индианы», а также «лучшим игроком оборонительного плана» в составе «Хузерс». В 21 матче сезона Оладипо набирал 10 или более очков, дважды превзойдя показатели прошлого сезона. Также игрок улучшил процент трёхочковых бросков с 61 до 75, совершая их как минимум четырежды за матч. «Хузерс» в сезоне 2011-12 годов выиграли на 15 матчей больше, показав лучший результат в NCAA по этому показателю. Команда была посеяна под четвёртым номером в турнире NCAA 2012 года, прошла во втором раунде Нью-Мексико. В третьем раунде «Хузерс» победили Вирджинию, однако проиграли будущему чемпиону ассоциации Кентукки.

### Третий курс
В сезоне 2012-13 Оладипо стал одной из звёзд Индианы. Несмотря на то, что в этом году в составе «Хузерс» было много хороших игроков, включая Игрока года Коди Зеллера, Оладипо уже рассматривался как одна из восходящих звёзд баскетбола на уровне колледжей. При непосредственном участии Оладипо Индиана в сезоне 2012-13 заняла первое место в конференции Big Ten.
К концу регулярного сезона игрок стал четвёртым в стране игроком в своей возрастной категории по проценту попаданий с игры (61,4), что для игрока на его позиции встречалось последний раз в сезоне 1996-97. По общему проценту попаданий игрок стал третьим в стране с показателем 68,4 % — в него включался процент попаданий с игры, трёхочковые и штрафные броски. По проценту подбора на чужом щите с атакой он набирал 73,9 %, по этому показателю он входил в десятку лучших игроков США.
Показатели игры в защите были ещё более впечатляющими. В игре сезона против команды Мичигана он оборонялся против четырёх различных игроков соперника, которые 45 раз владели мячом, но принесли своей команды всего 4 очка. Среди финалистов конкурса на получение награды Вудена, игрок получил стал лучшим по соотношению владение-очки и владение соперника-очки. Оладипо набирал по этому показателю 42 очка на 100 владений мячом. В каждом матче, в котором он держал лучшего игрока соперника на периметре, его показатель перехватов составил 5 % (2,2 за матч), что являлось 15-м показателем в стране. С показателем 69 перехватов за сезон Оладипо стал вторым в истории колледжа, уступив лишь Айзея Томасу с показателем 74 перехвата, которого он добился в чемпионском сезоне 1980-81 годов.
В среднем за матч игрок набирал 13,7 очков, совершал 6,2 подбора и 2,3 перехвата. Также он стал одним из двух игроков конференции, которые бы набирали больше 13 очков, 6 подборов, 2 передач и 2 перехватов.
В итоге, после третьего курса Оладипо получил большое количество различных наград. Так, он получил награду Баскетболист года среди студентов по версии Sporting News, приз Лучший игрок защитной линии по версии NABC, а также был выбран в первую команду NCAA All-America 2013. В конференции Оладипо анонимным голосованием был выбран в первую команду All-Big Ten, а также стал Лучшим игроком оборонительного плана.

## Профессиональная карьера

### Орландо Мэджик (2013—2016)

#### Сезон 2013/2014
9 апреля 2013 года выставил кандидатуру драфт НБА 2013 года. По прогнозам ESPN и CBS Sports Оладипо будет выбран в первой шестёрке на драфте. Был выбран под вторым номером командой «Орландо Мэджик». 3 декабря 2013 года записал на свой счёт первый трипл-дабл в карьере — набрал 26 очков, совершил 10 подборов и отдал 10 результативных передач за 52 минуты на площадке, однако после двух овертаймов его команда проиграла со счётом 125—126 «Филадельфии». Новичок «Филадельфии» Майкл Картер-Уильямс также совершил трипл-дабл. Это стало первым в истории матчем НБА, в котором два новичка отметились трипл-даблом. Последний раз два игрока набирали первый в карьере трипл-дабл 14 марта 1964 года, это были Донни Батчер и Рэй Скотт, однако они не были новичками. Также это был первый раз с 23 ноября 2007 года, когда в двух командах был зафиксирован этот показатель.
В феврале Оладипо был приглашен для участия в матче новичков НБА, а также в звёздном уик-энде, где новички показывали свои навыки. В матче новичков попал в команду Криса Уэббера, которая в основном была представлена новичками, к которым добавили двух второгодок. В конкурсе навыков игрок соревновался в паре с уже знакомым Майклом Картер-Уильямсом. Всего в контесте принимало участие четыре команды, и лишь одна была представлена двумя новичками.
21 февраля 2014 года Оладипо записал на свой счёт лучший в карьере показатель из 14 результативных передач, набрал 30 очков, совершил 9 подборов и 1 перехват, а его команда в двух овертаймах победила «Нью-Йорк Никс» со счётом 129—121.

#### Сезон 2014/2015
24 октября 2014 года Оладипо выбыл на неопределенный срок в связи с травмой. Два дня спустя «Мэджик» воспользовались опцией контракта для новичков и продлили сотрудничество с игроком на сезон 2015-16. Вернулся на паркет Оладипо 14 ноября в матче против «Милуоки Бакс». Набрал 13 очков, совершил 3 подбора и отдал две результативных передачи за 25 минут на площадке, а команда победила со счётом 101-85.

### Оклахома-Сити Тандер (2016—2017)
23 июня 2016 года Оладипо вместе с Эрсаном Ильясова и правами на Домантаса Сабониса был обменян в «Оклахома-Сити Тандер» на Сержа Ибаку.

### Индиана Пэйсерс (2017—2021)
В июле 2017 Виктор Оладипо вместе с тяжелым форвардом Домантасом Сабонисом перешли в «Индиану» в обмен на легкого форварда Пола Джорджа в «Оклахома-Сити».
Благодаря своей игре Оладипо попадает на свой первый Матч всех звезд в качестве игрока и участника конкурса по броскам сверху.

### Хьюстон Рокетс (2021—2021)
16 января 2021 года в результате четырёхстороннего обмена, с переходом Джеймса Хардена в «Бруклин Нетс», Оладипо был обменян в «Хьюстон Рокетс».

### Майами Хит (2021—2023)
26 марта 2021 года Виктор Оладипо перешёл в «Майами Хит» в обмен на Эйвери Брэдли, Келли Олиника и драфт-пик 2022 года.
6 июля 2023 года Оладипо был обменян в «Оклахома-Сити Тандер». 17 октября, перед самым началом регулярного чемпионата, «Тандер» обменяли Оладипо и Джеремайю Робинсона-Эрла в «Хьюстон Рокетс» на Кевина Портера (младшего) и два будущих выбора второго раунда драфта.
1 февраля 2024 года, ещё до того, как он сыграл хотя бы 1 матч за «Хьюстон», его обменяли в «Мемфис Гриззлис» вместе с тремя будущими выборами во втором раунде в обмен на Стивена Адамса. Неделю спустя «Гриззлис» отчислили Оладипо.

## Статистика

### Статистика в НБА
| Сезон                                                                                    | Команда       | Регулярный сезон | Регулярный сезон | Регулярный сезон | Регулярный сезон | Регулярный сезон | Регулярный сезон | Регулярный сезон | Регулярный сезон | Регулярный сезон | Регулярный сезон | Регулярный сезон | Серия плей-офф | Серия плей-офф | Серия плей-офф | Серия плей-офф | Серия плей-офф | Серия плей-офф | Серия плей-офф | Серия плей-офф | Серия плей-офф | Серия плей-офф | Серия плей-офф |
| Сезон                                                                                    | Команда       | GP               | GS               | MPG              | FG%              | 3P%              | FT%              | RPG              | APG              | SPG              | BPG              | PPG              | GP             | GS             | MPG            | FG%            | 3P%            | FT%            | RPG            | APG            | SPG            | BPG            | PPG            |
| ---------------------------------------------------------------------------------------- | ------------- | ---------------- | ---------------- | ---------------- | ---------------- | ---------------- | ---------------- | ---------------- | ---------------- | ---------------- | ---------------- | ---------------- | -------------- | -------------- | -------------- | -------------- | -------------- | -------------- | -------------- | -------------- | -------------- | -------------- | -------------- |
| 2013/14                                                                                  | Орландо       | 80               | 44               | 31,1             | 41,9             | 32,7             | 78,0             | 4,1              | 4,1              | 1,6              | 0,5              | 13,8             | Не участвовал  | Не участвовал  | Не участвовал  | Не участвовал  | Не участвовал  | Не участвовал  | Не участвовал  | Не участвовал  | Не участвовал  | Не участвовал  | Не участвовал  |
| 2014/15                                                                                  | Орландо       | 72               | 71               | 35,7             | 43,6             | 33,9             | 81,9             | 4,2              | 4,1              | 1,7              | 0,3              | 17,9             | Не участвовал  | Не участвовал  | Не участвовал  | Не участвовал  | Не участвовал  | Не участвовал  | Не участвовал  | Не участвовал  | Не участвовал  | Не участвовал  | Не участвовал  |
| 2015/16                                                                                  | Орландо       | 72               | 52               | 33,0             | 43,8             | 34,8             | 83,0             | 4,8              | 3,9              | 1,6              | 0,8              | 16,0             | Не участвовал  | Не участвовал  | Не участвовал  | Не участвовал  | Не участвовал  | Не участвовал  | Не участвовал  | Не участвовал  | Не участвовал  | Не участвовал  | Не участвовал  |
| 2016/17                                                                                  | Оклахома-Сити | 67               | 67               | 33,2             | 44,2             | 36,1             | 75,3             | 4,3              | 2,6              | 1,2              | 0,3              | 15,9             | 5              | 5              | 36,2           | 34,4           | 24,0           | 100,0          | 5,6            | 2,0            | 1,4            | 0,6            | 10,8           |
| 2017/18                                                                                  | Индиана       | 75               | 75               | 34,0             | 47,7             | 37,1             | 79,9             | 5,2              | 4,3              | 2,4              | 0,8              | 23,1             | 7              | 7              | 37,3           | 41,7           | 40,4           | 73,2           | 8,3            | 6,0            | 2,4            | 0,4            | 22,7           |
| 2018/19                                                                                  | Индиана       | 36               | 36               | 31,9             | 42,3             | 34,3             | 73,0             | 5,6              | 5,2              | 1,7              | 0,3              | 18,8             | Не участвовал  | Не участвовал  | Не участвовал  | Не участвовал  | Не участвовал  | Не участвовал  | Не участвовал  | Не участвовал  | Не участвовал  | Не участвовал  | Не участвовал  |
| 2019/20                                                                                  | Индиана       | 19               | 16               | 27,8             | 39,4             | 31,7             | 81,4             | 3,9              | 2,9              | 0,9              | 0,2              | 14,5             | 4              | 4              | 30,6           | 39,3           | 36,4           | 93,8           | 3,3            | 2,5            | 2,3            | 0,0            | 17,8           |
| 2020/21                                                                                  | Индиана       | 9                | 9                | 33,3             | 42,1             | 36,2             | 73,0             | 5,7              | 4,2              | 1,7              | 0,2              | 20,0             | Не участвовал  | Не участвовал  | Не участвовал  | Не участвовал  | Не участвовал  | Не участвовал  | Не участвовал  | Не участвовал  | Не участвовал  | Не участвовал  | Не участвовал  |
| 2020/21                                                                                  | Хьюстон       | 20               | 20               | 33,5             | 40,7             | 32,0             | 78,3             | 4,8              | 5,0              | 1,2              | 0,5              | 21,2             | Не участвовал  | Не участвовал  | Не участвовал  | Не участвовал  | Не участвовал  | Не участвовал  | Не участвовал  | Не участвовал  | Не участвовал  | Не участвовал  | Не участвовал  |
| 2020/21                                                                                  | Майами        | 4                | 4                | 27,8             | 37,2             | 23,5             | 66,7             | 3,5              | 3,5              | 1,8              | 0,5              | 12,0             | Не участвовал  | Не участвовал  | Не участвовал  | Не участвовал  | Не участвовал  | Не участвовал  | Не участвовал  | Не участвовал  | Не участвовал  | Не участвовал  | Не участвовал  |
| 2021/22                                                                                  | Майами        | 8                | 1                | 21,6             | 47,9             | 41,7             | 73,7             | 2,9              | 3,5              | 0,6              | 0,1              | 12,4             | 15             | 1              | 24,5           | 36,8           | 27,4           | 79,2           | 3,4            | 2,1            | 1,3            | 0,3            | 10,6           |
| 2022/23                                                                                  | Майами        | 42               | 2                | 26,3             | 39,7             | 33,0             | 74,7             | 3,0              | 3,5              | 1,4              | 0,3              | 10,7             | 2              | 0              | 22,7           | 52,6           | 40,0           | 33,3           | 3,5            | 1,0            | 1,0            | 0,5            | 11,5           |
|                                                                                          | Всего         | 504              | 397              | 32,2             | 43,6             | 34,7             | 78,8             | 4,5              | 3,9              | 1,6              | 0,5              | 16,9             | 33             | 17             | 29,6           | 39,1           | 33,0           | 79,0           | 4,8            | 2,9            | 1,6            | 0,3            | 14,1           |
| Наведите курсор мыши на аббревиатуры в заголовке таблицы, чтобы прочесть их расшифровку. |               |                  |                  |                  |                  |                  |                  |                  |                  |                  |                  |                  |                |                |                |                |                |                |                |                |                |                |                |

### Статистика в NCAA
| Сезон | Команда | Conf    | Class | GP  | GS | MPG  | FG%  | 3P%  | FT%  | RPG | APG | SPG | BPG | PPG  |
| --- | ------- | ------- | ----- | --- | -- | ---- | ---- | ---- | ---- | --- | --- | --- | --- | ---- |
| 2010/11 | Индиана | Big Ten | FR    | 32  | 5  | 18,0 | 54,7 | 30,8 | 61,2 | 3,7 | 0,9 | 1,1 | 0,2 | 7,4  |
| 2011/12 | Индиана | Big Ten | SO    | 36  | 34 | 26,7 | 47,1 | 20,8 | 75,0 | 5,3 | 2,0 | 1,4 | 0,6 | 10,8 |
| 2012/13 | Индиана | Big Ten | JR    | 36  | 36 | 28,4 | 59,9 | 44,1 | 74,6 | 6,3 | 2,1 | 2,2 | 0,8 | 13,6 |
| Всего | Всего   | Всего   | Всего | 104 | 75 | 24,6 | 53,8 | 33,8 | 71,6 | 5,2 | 1,7 | 1,5 | 0,5 | 10,7 |
| Наведите курсор мыши на аббревиатуры в заголовке таблицы, чтобы прочесть их расшифровку Статистика приведена с сайта sports-reference.com |         |         |       |     |    |      |      |      |      |     |     |     |     |      |